# Gaudete (песня)

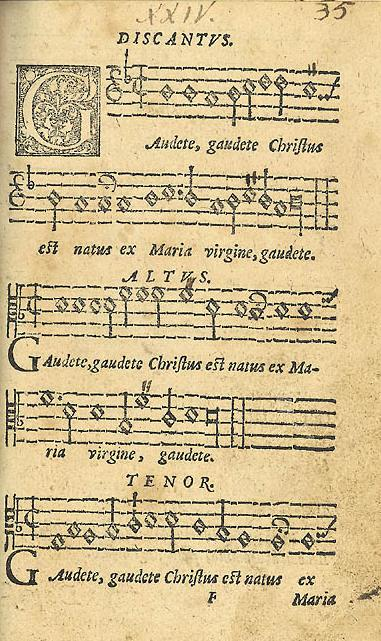
Оригинал песнопения в сборнике «Piae Cantiones»

Gaudete (лат. Радуйтесь) — рождественский христианский гимн, создан в XVI веке. Одно из широко распространенных по всему миру рождественских песнопений.

## История
Впервые песнопение появилось в «Piae Cantiones», сборнике финских и шведских церковных песен, выпущенном в 1582 году. В этом сборнике и в других церковных книгах XVI—XVII века текст уже сопровождается мелодией, ставшей стандартной для гимна.
Латинский текст гимна — типичная рождественская песнь с характерными для средневековой поэзии оборотами. Структура гимна также типична для христианских песнопений Средневековья — однородный ряд строф из четырёх строк, перемежаемых двухстрочным рефреном. Рефрен гимна — «Gaudete, gaudete! Christus est natus ex Maria virgine, gaudete!» «Радуйтесь, радуйтесь! Христос родился от Марии Девы, радуйтесь!».
Несмотря на то, что существует целый ряд переводов гимна на другие языки, чаще всего Gaudete звучит на латыни как на церковных богослужениях, так и в исполнении современных певцов.

## Современные исполнители
В 1972 году Gaudete был записан фолк-рок группой Steeleye Span (альбом «Below the Salt») и достиг 14 места в британских чартах, став одной из трёх песен на латыни и одной из крайне немногочисленных песен А капелла, когда-либо входивших в британские топ-50. Разнообразные обработки этого гимна исполнялись также группами Mediæval Bæbes, Pure Reason Revolution, Erasure, Liederlicher Unfug, Крисом Сквайром, музыкальным коллективом Gregorian, хором Anúna и другими музыкантами.

## Текст и перевод
| Латинский оригинал                                                             | Русский перевод                                                                          |
| ------------------------------------------------------------------------------ | ---------------------------------------------------------------------------------------- |
| Gaudete, gaudete! Christus est natus Ex Maria virgine, gaudete!                | Радуйтесь, радуйтесь! Христос родился от Марии Девы, радуйтесь!                          |
| Tempus adest gratiæ Hoc quod optabamus, Carmina lætitiæ Devote reddamus.       | Пришло время благодати, которого мы ждали, песни радости воспоём с благоговением.        |
| Deus homo factus est Natura mirante, Mundus renovatus est A Christo regnante.  | Бог стал человеком на диво природе, мир обновлён царственным Христом.                    |
| Ezechielis porta Clausa pertransitur, Unde lux est orta Salus invenitur.       | Затворенные врата Иезекииля пройдены, там, где восходит свет, обретается спасение.       |
| Ergo nostra cantio Psallat iam in lustro; Benedicat Domino: Salus Regi nostro. | Так пусть же собрание наше воспоёт во свете и благословит Господа: спасение Царю нашему! |